# سفارة سوريا في اليابان
سفارة سوريا في اليابان هى بعثة دبلوماسية تهدف لتعزيز مصالح سوريا في اليابان وتعزيز العلاقات اليابانية السورية و مقرها في ميناتو، طوكيو.

## التاريخ
في إبريل/نيسان 1946 حصلت سوريا على استقلالها من فرنسا، وفي إبريل/نيسان 1958 ارتجعت اليابان سيادتها بعد احتلالها من قِبَل قوات الحلفاء، وفي ديسمبر/كانون الأول 1953 أُقيمَت العلاقات الدبلوماسية بين سوريا واليابان.
تم افتتاح السفارة السورية في طوكيو عام 1978.
في ظل جرائم نظام حكم بشار الأسد للشعب السوري وانتهاكه لحقوق الإنسان خلال الحرب الأهلية السورية قامت اليابان بطلب مغادرة سفير سوريا لديها محمد غسان الحبش مغادرة أراضيها في مايو/أيار 2012 وفي يونيو/حزيران من نفس العام اعتبرت الخارجية السورية السفير الياباني لديها توشيرو سوزوكي شخصية غير مرغوب بها وتم تجريده من وضعه الدبلوماسي في سوريا.
وفي ديسمبر/كانون الأول 2024 وبعد الإطاحة بنظام الأسد، رفع سوريون في اليابان العلم الجديد في السفارة السورية في اليابان